# Phobolosia anfracta
Phobolosia anfracta là một loài bướm đêm trong họ Erebidae.